# Connie Sellecca
Connie Sellecca, właśc. Concetta Sellecchia' (ur. 25 maja 1955 w Bronksie) – amerykańska aktorka pochodzenia włoskiego. Nominowana do Złotego Globu dla najlepszej aktorki w serialu dramatycznym w 1987.

## Życiorys

### Wczesne lata
Urodziła się w Bronksie, dzielnicy Nowego Jorku jako jedna z dwóch córek Marianny „Ann” (z domu Acampora) i przedsiębiorcy budowlanego Primo Sellecchia (zm. 1987). Jej ojciec był włoskim imigrantem z Ocre, w regionie Abruzja, w prowincji L’Aquila. Jej matka, urodzona w Nowym Jorku miała włoskich rodziców.
Dorastała wraz z siostrą Rosann Mack. Uczęszczała do Pomona Junior High School i Ramapo High School w Spring Valley. Ukończyła Boston College w Bostonie, w stanie Massachusetts.

### Kariera
Była producentką ekskluzywnej bielizny damskiej i modelką, zanim pojawiła się na srebrnym ekranie w serialu CBS Wysoki lot (Flying High, 1978). Popularność przyszła wraz z serialem fantastycznonaukowym Największy amerykański bohater (The Greatest American Hero, 1981–1986), w którym wystąpiła w roli Pam Davidson, przyjaciółki Ralpha Hinkleya.
Zaskarbiła sobie sympatię telewidzów rolą Christine Francis – menadżerki hotelu Św. Gregory’ego w San Francisco w operze mydlanej ABC Hotel (1983–1988). Za tę postać w 1987 roku zdobyła nominację do nagrody Złotego Globu. Na dużym ekranie zadebiutowała w dramacie Oko burzy (Eye of the Storm, 1992). Zagrała główną rolę w kinowej komedii familijnej Czy Św. Mikołaj się rozwodzi? (I Saw Mommy Kissing Santa Claus, 2002) oraz dramacie Dziki rumak (The Wild Stallion, 2006).
Spróbowała także swoich sił jako współautorka scenariusza telewizyjnego dramatu Dom sekretów i kłamstw (A House of Secrets and Lies, 1992), w którym zagrała główną rolę.

## Życie prywatne
W latach 1979–1987 była żoną aktora i producenta Gila Gerarda, z którym ma syna Gilberta „Giba” Vincenta (ur. 1981). 4 kwietnia 1992 poślubiła aktora i kompozytora muzyki chrześcijańskiej Johna Tesha. Mają córkę Primę (ur. 2 czerwca 1994).

## Filmografia

### Filmy fabularne
- 1992: Oko burzy (Eye of the Storm) jako Patricia 'Pete' Peterson
- 2002: Czy Św. Mikołaj się rozwodzi? (I Saw Mommy Kissing Santa Claus) jako Stephanie Carver
- 2006: Dziki rumak (The Wild Stallion) jako Mattie

### Filmy TV
- 1978: Wysoki lot (Flying High) jako Lisa Benton
- 1978: Głębia bermudzka (The Bermuda depths) jako Jennie Haniver
- 1979: Jej ubiór mordercy (She’s Dressed to Kill) jako
- 1979: Kapitan Ameryka II (Captain America II: Death Too Soon) jako dr Wendy Day
- 1979: Kapitan Ameryka (Captain America)
- 1983: Hotel jako Christine Francis
- 1985: Międzynarodowy Port Lotniczy (International Airport) jako Dana Fredricks
- 1987: Ostatnie szaleństwo (The Last Fling) jako Lisa Benton
- 1987: Morderstwo płatne z góry (Downpayment on Murder)
- 1989: Braterstwo Róży (Brotherhood of the Rose) jako Erika Bernstein
- 1989: Cofnąć czas (Turn Back the Clock) jako Stephanie Powers
- 1990: People Like Us jako Ruby Nolte Renthall
- 1990: Lot numer 243/Cudowne ocalenie (Miracle Landing) jako Mimi Tompkins
- 1991: Hasło: kocham cię (P.S.I. Luv U) jako Dani Powell
- 1992: Dom sekretów i kłamstw (A House of Secrets and Lies) jako Susan
- 1993: Paszport do raju (Passport to Murder)
- 1994: Podwójne życie Rebeki Cross'' (She Led Two Lives) jako Rebecca Madison
- 1995: Dwie matki (The Surrogate) jako Joan Quinn
- 1995: Ogrzej swoje serce (A Holiday to remember) jako Carolyn Giblin
- 1995: Niebezpieczny związek (A Dangerous Affair) jako Sharon Blake
- 1997: Doomsday Rock jako Katherine
- 1997: Coś na szczęście (Something borrowed, something blue) jako Monique D’Arcy
- 1997: Gdy moja śliczna śpi (While My Pretty One Sleeps) jako Niamh 'Neeve' Kearny
- 1999: Niebezpieczne wody (Dangerous Waters) jako Sarah
- 2002: Powrót Anny (Anna's Dream) jako Leslie Morgan

### Seriale TV
- 1978: Wysoki lot (Flying High) jako Lisa Benton
- 1980: Poza zachodni świat (Beyond Westworld) jako Pamela Williams
- 1981-86: Największy amerykański bohater (The Greatest American Hero) jako Pam Davidson
- 1983-88: Hotel jako Christine Francis
- 1984: Poszukiwacz zagubionej miłości (Finder of Lost Loves) jako Sara Hawthorne Nevins
- 1991: Hasło: kocham cię (P.S.I. Luv U) jako Virginia Hill
- 1993-94: Uśmiech losu (Second Chances) jako Dianne Benedict

### Filmy krótkometrażowe
- 1998: Lewy sercowy (Punch Drunk)